# Mgla
A Mgła (köd) lengyel black metal zenekar. Tagok: M. (Mikołaj Żentara) és Darkside (Maciej Kowalski).
2000-ben alakultak Krakkóban. Először három középlemezt jelentettek meg, utána tértek át a nagylemezek kiadására. 
Mint a legtöbb black metal zenekar szövegeire, a Mgła szövegeire is főleg a sötétség és embergyűlölet jellemző. Angol nyelven énekelnek egy-két számtól eltekintve, de az egyik középlemezük és nagylemezük címe lengyel nyelven van. A Mgła lemezeit a Garazel/Flagellum, Todeskult Entertainment és Northern Heritage lemezkiadók jelentetik meg. 2019-ben a Mgłának két koncertjét le kellett mondania, ugyanis megvádolták őket azzal, hogy a fehérek felsőbbrendűségét hirdető emberekhez és NSBM (nemzetiszocialista black metal) együttesekhez kötődnek.

## Diszkográfia
- Groza (2008)
- With Hearts towards None (2012)
- Exercises in Futility (2015)
- Age of Excuse (2019)

## Egyéb kiadványok
EP-k:
- Presence (2006)
- Mdłości (2006)
- Further Down the Nest (2007)

Válogatáslemezek:
- Mdłości + Further Down the Nest (2007)
- Power, Presence and Will (2013)

Split lemezek:
- Crushing the Holy Trinity (2005)

Kiadatlan demó albumok:
- Northwards (2000)
- Neurotic (2001)